# Équipe du Mexique de beach soccer
L'équipe du Mexique de beach soccer est une sélection qui réunit les meilleurs joueurs mexicains dans cette discipline.

## Palmarès
- Coupe du monde
  - Finaliste en 2007

- Copa das Nações
  - 4e en janvier 2013

- Championnat CONCACAF (2)
  - Vainqueur en 2008 et 2011
  - 3e en 2009 et 2013

- Coupe latine
  - Troisième en 2011

## Effectif 2008
Effectif retenu pour la Coupe du monde de beach soccer de 2008 :
| N° | Nat. | Poste | Nom du joueur       |
| -- | ---- | ----- | ------------------- |
| 1  |      | G     | Antonio Iriarte     |
| 2  |      | D     | Oscar Gonzales      |
| 3  |      | D     | Francisco Vargas    |
| 4  |      | D     | Adrian Alvarado     |
| 5  |      | D     | Israel Santoyo      |
| 6  |      | A     | José Luis Navarrete |

| No. | Nat. | Position | Nom du joueur      |
| --- | ---- | -------- | ------------------ |
| 7   |      | A        | Christopher Flores |
| 8   |      | D        | Isaac Rodríguez    |
| 9   |      | A        | Ricardo Villalobos |
| 10  |      | A        | Gustavo Rosales    |
| 11  |      | A        | Ivan Medina        |
| 12  |      | G        | Miguel Estrada     |